# سعیده پورآقایی
سعیده پورآقایی (آمایی) دختری جوان و شهروندی ایرانی بود که در جریان اعتراضات به نتایج انتخابات ریاست‌جمهوری دهم دستگیر شده و با اعلام 
«وب‌گاه موج سبز آزادی» توسط ماموران پاسدار به قتل رسیده‌است. «وب‌گاه موج سبز آزادی» و «پایگاه اطلاع‌رسانی فراکسیون اقلیت مجلس هشتم» او را یکی از افرادی اعلام داشتند که جسدشان به‌طور دسته‌جمعی و گمنام در قطعه ۳۰۲ بهشت زهرا دفن شده‌است. مراسم ختم او در روز ۷ شهریور در مسجد جامع قلهک برگزار شد.
همچنین چندی بعد «کمیته سه نفره قوه قضائیه برای بررسی تجاوز جنسی به زندانیان» بخش بزرگی از گزارش خود را به این موضوع اختصاص داد و سعیده پورآقایی را یک دختر فراری معرفی کرد که مدتی مفقود شده و خبری از او در دست نیست. تلویزیون دولتی ایران هم در ۳۱ شهریور ۱۳۸۸ مصاحبه‌ای با شخصی که خود را سعیده پورآقایی معرفی می‌کرد، پخش کرد. او در این مصاحبه گفت که از خانه فرار کرده و دستگیری و مرگ او صحت ندارد.
دوم مهرماه پایگاه اطلاع‌رسانی نوروز و وب‌گاه موج سبز آزادی اعلام کردند خانواده سعیده پورآقایی توسط مخالفان جنبش سبز درگیر سناریوسازی شده‌اند، مثلاً در دیدار کمیته پیگیری آسیب دیدگان حوادث پس از انتخابات با مادر سعیده، تعدادی مرد در جلسه حضور داشته‌اند که مادر سعیده مدعی می‌شود همه آن‌ها از اقوامشان هستند. کمی بعدتر، همگی آن افرادی که اقوام سعیده پورآقایی معرفی شده بودند در هجوم به دفتر پیگیری ستاد مهندس موسوی در میدان هفت تیر دیده می‌شوند.
پایگاه اطلاع‌رسانی نوروز این ماجرا را «برنامه‌ریزی قبلی این سناریو توسط آنان (مأمورانی که حکم وزارت اطلاعات و دادستانی تهران را در دست داشتند) برای چهره و فیلم سازی‌های صداوسیما» دانسته و دلیل این اقدام مخالفان جنبش سبز را اینطور می‌داند که «درواقع کودتاچیان با طرح این سناریوی ساختگی چند هدف را در آن واحد دنبال کرده بودند، اول ماجرای تجاوز به زندانیان را با این سناریو لوث کنند، و دوم ماجرای دفن مخفیانه شهدا و کشته شدگان را نیز به این طریق زیر سؤال ببرند تا مستمسکی برای حمله و برخورد با سران اصلاح طلب بدین وسیله بیابند.»
اسماعیل احمدی مقدم، رئیس پلیس ایران در مصاحبه‌ای در سال ۱۳۹۲ اظهار کرد در ناپدید شدن سعیده پورآقایی پلیس هیچ نقشی نداشت. ما هیچ اطلاعی از وی نداشتیم و جوابی برای انتقادات متعددی که به پلیس وارد می‌شد، نداشتیم. زمانی که سعیده پورآقایی پیدا شد، من از طریق رئیس پلیس امنیت کشور موضوع را مطلع شدم و خرسند شدم.

## گزارش اولیه
در خبرهایی که در روز هشتم شهریور در «وب‌گاه موج سبز آزادی» و «پایگاه اطلاع‌رسانی فراکسیون اقلیت مجلس هشتم» منتشر شد و با توجه به متن اعلامیه ترحیم او آمده بود؛ وی که دختر عباس پورآقایی مجروح شیمیایی کشته‌شده جنگ ایران و عراق بوده‌است، به دلیل فریاد الله اکبر بر روی پشت بام خانه‌اش در خیابان دولت دستگیر شده و پس از شناسایی هویت جنازه او توسط مادرش در یک سردخانه صنعتی در قطعه ۳۰۲ بهشت زهرا دفن می‌شود. در مراسم ختم او تنها چند نفر از اعضای خانواده و نمایندگانی از جنبش سبز از جمله میرحسین موسوی حضور داشته‌اند
«موج سبز» از نزدیکان او نقل قول کرده که «سعیده پورآقایی پس از بازداشت مورد تجاوز وحشیانه قرار گرفته و سپس به قتل رسیده‌است. متجاوزان جنازهٔ وی را از زانو به بالا در اسید سوزانده‌اند و خانوادهٔ وی را تحت فشار قرار داده‌اند تا علت مرگ دخترشان را بیماری شدید کلیوی اعلام کنند».

## اطلاعات مجتبی سمیع‌نژاد
در یازدهم شهریور پس از انتشار آگهی ترحیم سعیده پورآقایی که او را تنها فرزند جانباز شهید عباس پورآقایی معرفی کرده‌بود، مجتبی سمیع‌نژاد با اعلام اینکه این خانواده را می‌شناسد، اطلاعات موجود را نادرست اعلام کرد. به گفته او پدر سعیده شهید نبوده بلکه به دلیل عارضه قلبی فوت کرده و او یک برادر و یک خواهر هم دارد. به این ترتیب انتشار عمدی اطلاعات غلط را نشانه تقلبی بودن مراسم ختم دانست.

## گزارش کمیته سه نفره
کمیته سه نفره قوه قضائیه برای بررسی تجاوز جنسی به زندانیان هم در گزارش نهایی خود به‌طور مفصل مورد سعیده پورآقایی را مورد بررسی قرار داد. در این گزارش آمده بود: «۱ - پدر وی شهید نبوده و چند سال پیش فوت کرده و اصولاً (س – پ) تنها فرزند خانواده نیست و دختر شهید هم نمی‌باشد.
۲- مشارٌ‌الیها با مادرش اختلاف داشته و از سال ۸۶ تاکنون ۶ مورد از منزل فراری شده و هر بار مادرش برای پیدا کردن او به مراکز انتظامی مراجعه داشته‌است و در مواردی پس از روزهایی به منزل برگشته و در چند مورد هم توسط مأموران انتظامی با پسر و دختر دیگر دستگیر و زندانی یا تحویل مادرش شده‌است.» و مادر این دختر به دلیل فرار دخترش از خانه برای او مراسم ختم گرفته و حضور میرحسین موسوی و نمایندگان جنبش سبز در مراسم ختم هم بدون اطلاع او بوده‌است.

## پاسخ مهدی کروبی به کمیته سه نفره
مهدی کروبی هم در پاسخ به گزارش کمیته سه‌نفره به ماجرای مرگ سعیده اشاره کرده و از قول یکی از اعضای ستاد موسوی می‌نویسد: «آنچه تاکنون روایت شده بود کمی شک‌برانگیز است چراکه ما فهمیده‌ایم پدر او جانباز نبوده و شش سال پیش فوت کرده و سعیده چندبار نیز سابقه فرار از خانه داشته‌است.» او همچنین می‌نویسد: «بیش از دویست سطر روزنامه‌ای این گزارش که بخش اعظم آن را تشکیل می‌دهد مربوط به دومین سند شفاهی ما یعنی سعیده پورآقایی است که از قضا خود تشکیک کامل را بر آن وارد کرده بودیم. حال اگر بگوییم که این جنازه را کدام مقام دولت جمهوری اسلامی در اختیار خانواده آن‌ها گذاشته است و اجازه دیدن جنازه را حتی به نماینده ستاد آقای موسوی نیز نداده بودند آیا ساختگی بودن کل ماجرا جهت انحراف پیگیری‌ها را به اذهان متبادر نمی‌شود؟ این ظن آنگاهی تقویت می‌شود که می‌بینیم همین ماجرای مشکوک، ملاک نوشتن کلیت گزارش شتابزده هیئت سه نفره نیز قرار گرفته‌است.»

## گزارش صداوسیما
سعیده پور آقایی در تاریخ ۳۱ شهریور ۱۳۸۸ در تلویزیون ایران ظاهر شد و ضمن تعریف ماجرای فرار خود از خانه به خاطر مسائل خانوادگی، از اینکه در سایتهای اینترنتی کشته و در بهشت زهرا دفن شده ابراز تعجب کرد.

## گزارش پایگاه اطلاع‌رسانی نوروز
دوم مهرماه پایگاه اطلاع‌رسانی نوروز و وب‌گاه موج سبز آزادی اعلام کردند خانواده سعیده پورآقایی توسط مخالفان جنبش سبز درگیر سناریوسازی شده‌اند، مثلاً در دیدار کمیته پیگیری آسیب دیدگان حوادث پس از انتخابات با مادر سعیده، تعدادی مرد در جلسه حضور داشته‌اند که مادر سعیده مدعی می‌شود همه آن‌ها از اقوامشان هستند. کمی بعدتر، همگی آن افرادی که اقوام سعیده پورآقایی معرفی شده بودند در هجوم به دفتر پیگیری ستاد مهندس موسوی در میدان هفت تیر دیده می‌شوند. پایگاه اطلاع‌رسانی نوروز این ماجرا را «برنامه‌ریزی قبلی این سناریو توسط آنان (مأمورانی که حکم وزارت اطلاعات و دادستانی تهران را در دست داشتند) برای چهره و فیلم سازی‌های صداوسیما» دانسته و دلیل این اقدام مخالفان جنبش سبز را اینطور می‌داند که «درواقع کودتاچیان با طرح این سناریوی ساختگی چند هدف را در آن واحد دنبال کرده بودند، اول ماجرای تجاوز به زندانیان را با این سناریو لوث کنند، و دوم ماجرای دفن مخفیانه شهدا و کشته شدگان را نیز به این طریق زیر سؤال ببرند تا مستمسکی برای حمله و برخورد با سران اصلاح طلب بدین وسیله بیابند.»
بگزارش «پایگاه اطلاع‌رسانی نوروز»، زنی که خود را مادر سعیده پورآقایی معرفی کرده بود اوایل شهریور با کمیته پیگیری آسیب دیدگان حوادث پس از انتخابات، که از سوی دو کاندیدای اصلاح‌طلب تشکیل شده بود تماس گرفت و اعلام کرد دخترش در حوادث پس از انتخابات کشته شده‌است. بعد از این تماس، نایب رئیس کمیته پیگیری و تعدادی از فعالان در این زمینه به آدرس منزل داده شده در خیابان دولت رفته و دیداری با این شخص می‌کنند. در این دیدار مادر سعیده گفت همسر شهید است و عده‌ای دخترش را به جرم گفتن الله‌اکبر در پشت بام خانه دستگیر کرده‌اند. وقتی وی برای پیگیری به نهاد ریاست جمهوری متوسل می‌شود مشاور ارشد رئیس جمهور شخصاً پیگیر ماجرا می‌شود و در نهایت به او می‌گویند برای شناسایی دخترت به سردخانه بیا و در آنجا جسدی که از نیمه به پایین سوخته بوده‌است را نشانش می‌دهند و او با شناختن یک علامت بر روی بدن دخترش جسد را شناسایی می‌کند. در آن دیدار مادر پورآقایی مدعی می‌شود که به وی شماره یک قبر را در قطعه ۳۰۲ داده‌اند که در آنجا دخترش را دفن کرده‌اند.» مادر سعیده در این دیدار به آنان می‌گوید تا برگزاری مراسم ختم این موضوع را خبری نکنند و از انتشار علنی آن جلوگیری کنند. کمیته پیگیری همان روز به قبرستان مراجعه کردند و از این موضوع تعجب کردندکه قبر مذکور که قبلاً در میان کشتگان بی نام و نشان بعد از انتخابات بود و نام و نشانی نداشت اکنون نام سعیده پورآقایی بر خود داشت. بعد از مراسم ختم در روز ۷ شهریور، خبر این مجلس و ماجرای سعیده پورآقایی در خبرها درج شد. چند روز بعد ستاد مهندس موسوی متوجه می‌شوند مادر سعیده همسر شهید نیست بلکه شوهر او زندانی بوده‌است.
بر همین اساس هم نوروز در تاریخ پنجشنبه ۱۲ شهریور اصلاحیه‌ای را در سایت قرار داد و در آن به صراحت اعلام کرد که: «پایگاه اطلاع‌رسانی نوروز به اطلاعات تازه‌ای در خصوص خانم سعیده پورآقایی که مراسم ختم وی چند روز قبل برگزار گردید به دست آورده است. از آنجا که نقاط مجهولی در خصوص نامبرده مشخص و مبرهن شده‌است که نوروز از اظهار نظر دربارهٔ آن هنوز معذور هست، در حال حاضر برای جلوگیری از هرگونه پیشداوری و قضاوت عجولانه از انتشار این اطلاعات جلوگیری می‌کند و به همین دلیل تمام اخبار درج شده در خصوص این شخص را از سایت خود حذف کرده تا تمامی جوانب و حاشیه‌های این مسئله برای دست اندرکاران این سایت روشن گردد.» هنگام حملهٔ نیروهای امنیتی به کمیته پیگیری ستاد مهندس موسوی در میدان هفت تیر، همان مردانی که در خانه سعیده دیده شده بودند در میدان هفت تیر با حکم وزارت اطلاعات و دادستانی تهران به ستاد موسوی حمله نمودند. به اعتقاد نوروز این موضوع نشان از برنامه‌ریزی قبلی این سناریو توسط آنان برای چهره و فیلم سازی‌های صداوسیما دارد.